# Leptomiza prochlora
Leptomiza prochlora är en fjärilsart som beskrevs av Eugen Wehrli 1936. Leptomiza prochlora ingår i släktet Leptomiza och familjen mätare. Inga underarter finns listade i Catalogue of Life.